# إلين هامكر
إلين لويز هامكر (بالإنجليزية: Ellen Hamaker)‏، (من مواليد 13 فبراير 1974) هي طبيبة نفسية وإحصائية أمريكية هولندية. منذ عام 2018، كانت أستاذة كاملة في جامعة أوتريخت، تشغل كرسي تحليل البيانات الطولية في قسم المنهجية والإحصاء.